# 米德爾塞克斯縣 (維吉尼亞州)
米德尔塞克斯县（英語：Middlesex County）是美國維吉尼亞州東部的一個縣，北界，拉帕漢諾克河，東臨切薩皮克灣。面積546平方公里。根據美國2000年人口普查，共有人口9,932人。縣治薩盧達 （Saluda）。
成立於1674年9月21日。縣名來自英國密德瑟斯郡。